# Filips van Württemberg

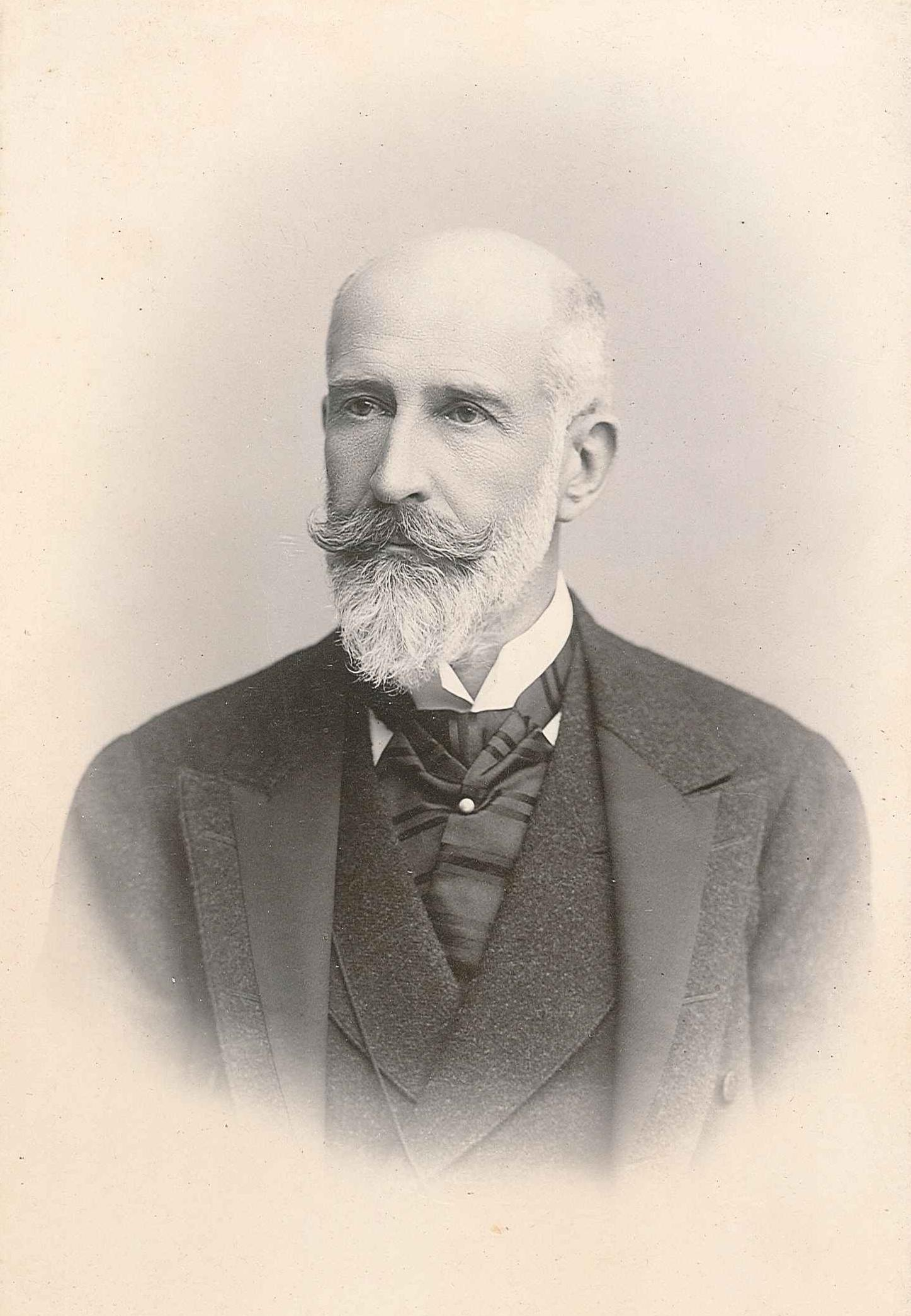
Filips van Württemberg (1893)

Filips Alexander Maria Ernst (Neuilly-sur-Seine, 30 juli 1838 – Stuttgart, 11 oktober 1917), hertog van Württemberg, was de enige zoon van Frederik Willem van Württemberg en prinses Maria Christiane van Orléans. Zijn moeder was de tweede dochter van koning Lodewijk Filips I van Frankrijk en zijn vader een kleinzoon in mannelijke lijn van hertog Frederik Eugenius van Württemberg. 

## Huwelijk en gezin
Hij trouwde op 18 januari 1865 te Wenen met aartshertogin Maria Theresia van Oostenrijk, de dochter van aartshertog Albrecht van Oostenrijk-Teschen. Uit dit huwelijk werden vijf kinderen geboren:
- Albrecht (1865-1939), volgde oud-koning Willem II van Württemberg op als het hoofd van het huis Württemberg
- Maria (1865-1883), op jonge leeftijd gestorven
- Maria Isabella (1865-1883), gehuwd met prins Johan George van Saksen (een zoon van koning George van Saksen)
- Robert (1873-1947), gehuwd met aartshertogin Maria Immaculata van Oostenrijk (een kleindochter van Leopold II van Toscane)
- Ulrich (1877-1944)